# Long Tall Sally
"Long Tall Sally" är en låt skriven av Robert "Bumps" Blackwell, Enotris Johnson och Richard Penniman (känd som Little Richard). Låten spelades in av Little Richard 1956. En cover gjordes av The Beatles 1964.

## Låten och Beatles inspelning
Beatles brukade ofta köra Little Richards "Long Tall Sally" på sina konserter då Paul McCartney sjöng den eftersom han var den som lät mest som förebilden. Man avslutade till och med sin sista konsert någonsin just med denna låt och hade då i omgångar haft den på repertoaren sedan 1957! Denna inspelning, där George Martin assisterar på piano, satte man i en enda tagning 1 mars 1964 och den har i kraft och inlevelse jämförts med deras version av Twist and Shout. I England kom låten att bli titelspår på EP:n Long Tall Sally (utgiven 19 juni 1964). I USA ingick den i ”The Beatles Second Album”, som gavs ut redan den 10 april 1964, och i Sverige på den svenska Greatest Hits, som kom ut 1 april 1965. Beatles spelade också "Long Tall Sally" live som extranummer i TV-programmet Drop in vid sitt Sverigebesök hösten 1963. Den 23 augusti 1964 spelade Beatles in en liveversion av "Long Tall Sally" vid sin konsert på den amerikanska arenan Hollywood Bowl. Detta nummer avslutar liveskivan The Beatles at the Hollywood Bowl, som 1977 kom ut på LP. Skivan har dock aldrig givits ut på CD, förrän nu (2016-09-09), nymixad och remastrad av Giles Martin - son till George Martin - kompletterad med 4 bonusspår.

## Andra inspelningar
Många andra band och artister har spelat in sången, exempelvis Pat Boone och The Kinks.